# Famille de Tournebu
La famille de Tournebu est une famille subsistante de la noblesse française, originaire de Normandie. Elle s'est distinguée avec Guillaume de Tournebu.

## Origine
L'origine de la famille de Tournebu remonte au XIe siècle :
- Guillaume de Tournebu est mentionné dans une charte du duc Robert Ier de Normandie, donc antérieure à 1036.
- En 1083, un autre Guillaume de Tournebu est témoin signataire d'une charte de Guillaume le Conquérant en faveur de la Sainte-Trinité de Caen.
- En 1135, Richard de Tournebu ratifie une donation en faveur de l'abbaye Notre-Dame-du-Val.
- En 1172, Thomas de Tournebu est inscrit au livre rouge de l'Échiquier de Normandie pour les moyens militaires qu'il doit fournir au roi d'Angleterre.
- Guillaume de Tournebu est évêque de Coutances de 1184 à 1202.

En 1356, Pierre de Tournebu est impliqué dans les complots du roi de Navarre Charles le Mauvais, et arrêté avec lui à Rouen par ordre du roi Jean II le Bon. Il rentre cependant en grâce auprès du roi et figure dans la guerre contre les Anglais. Il est fait prisonnier en défendant le château de Caen, et décède en 1393. Il épouse en secondes noces Jeanne de Saint-Jean, nièce de Bertrand du Guesclin, de laquelle il n'eut pas d'enfants.
Au XIVe siècle, la famille de Tournebu est composée de plusieurs branches dont les liens généalogiques ne sont pas solidement établis.[réf. nécessaire]

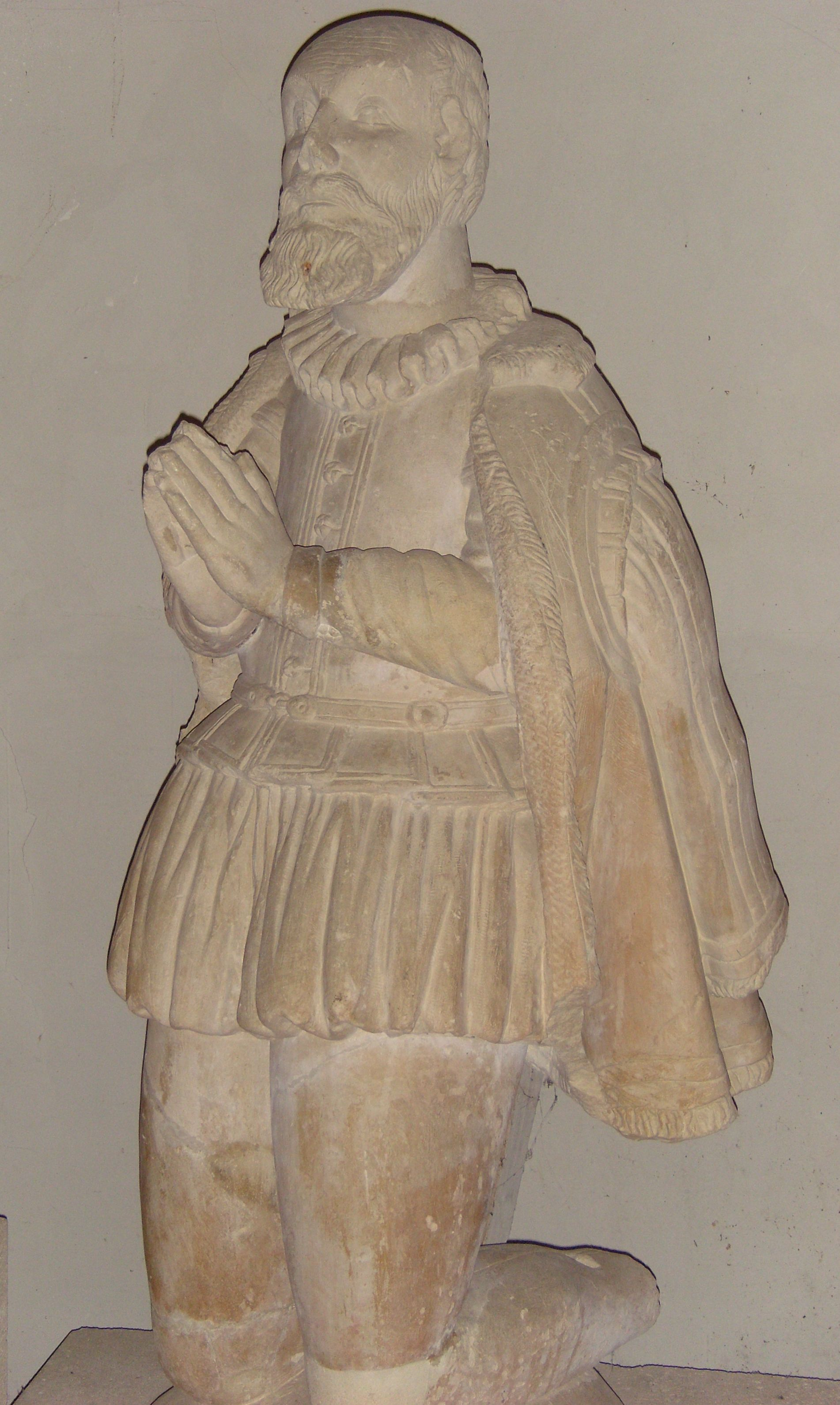
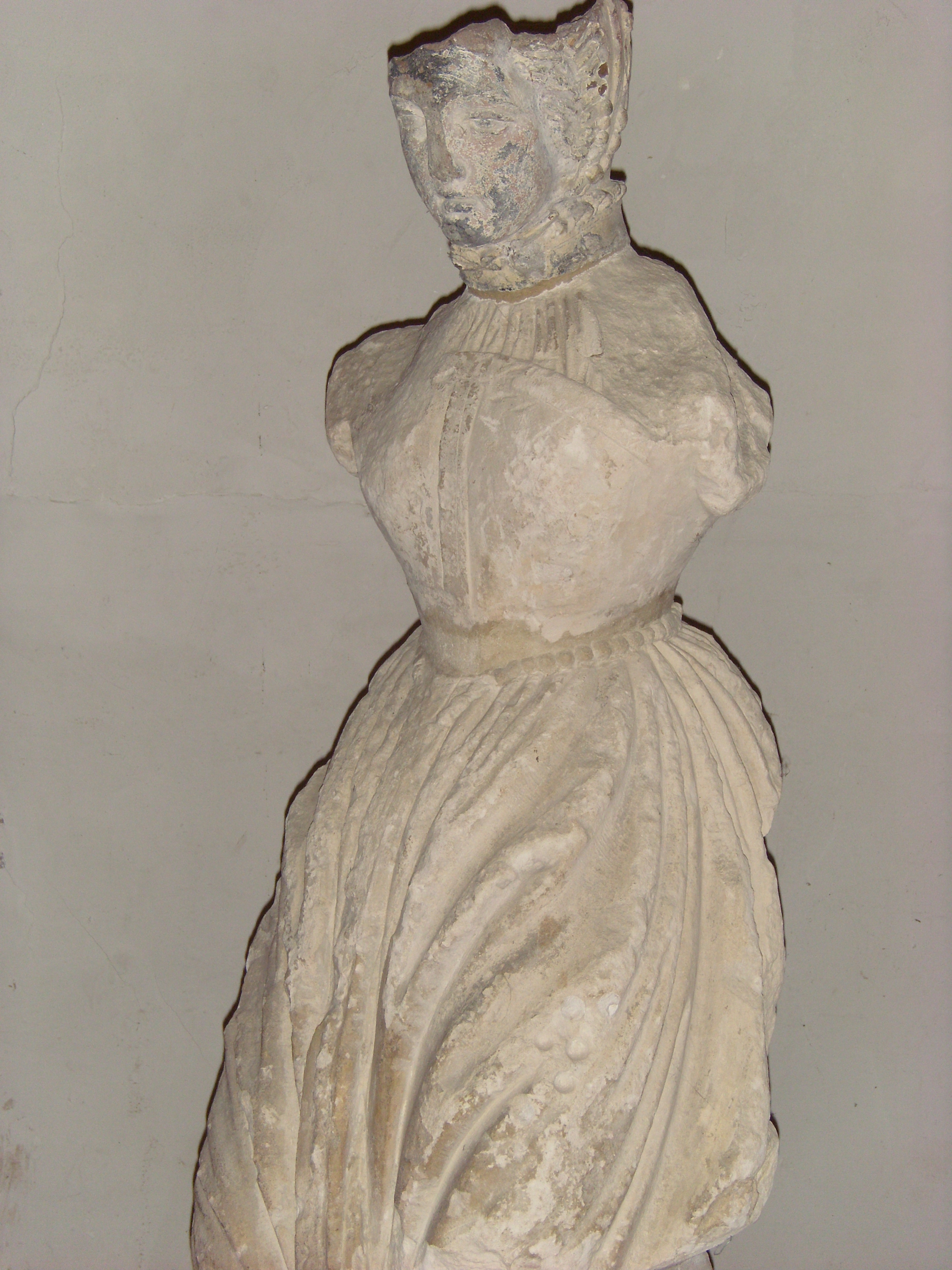
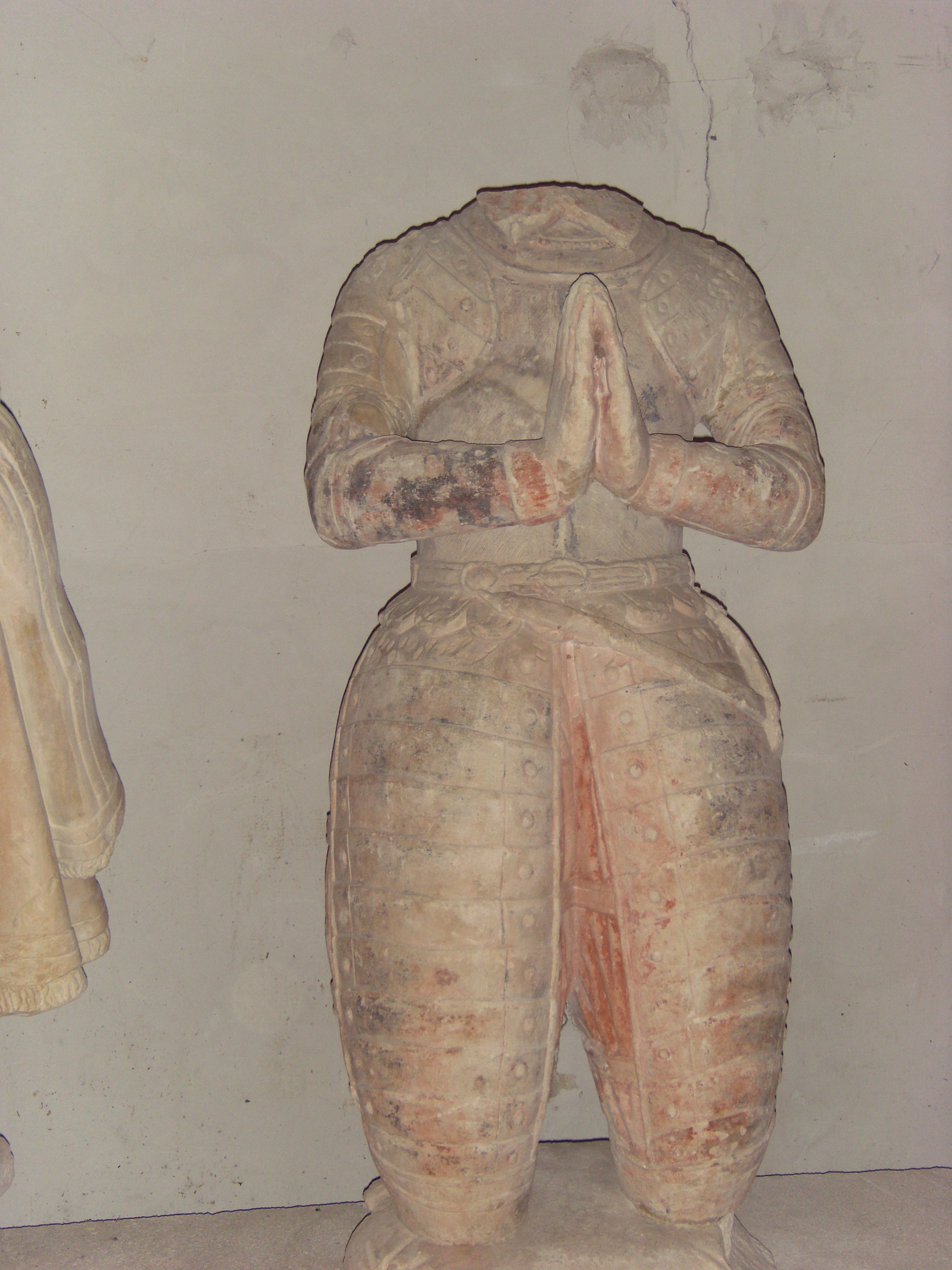

## Histoire
Ses deux branches furent maintenues nobles en 1666, respectivement par Jacques Barin de La Galissonnière dans la Généralité de Rouen, et par Guy Chamillart dans la Généralité de Caen.
La branche aînée, dite de Tournebu-Livet, issue des anciens barons de Tournebu, subsista jusqu'en 1732 en ligne masculine, et jusqu'en 1810 dans sa dernière descendante, Marie-Pierre de Tournebu. La branche cadette, établie au XVIe siècle à Clécy dans le Calvados (Normandie), est subsistante.[réf. nécessaire]

### Branche aînée
Selon Chérin, la branche aînée de Tournebu remonte sa filiation à Thomas de Tournebu, trouvé en 1170, allié à Philippe Tesson, dont le fils Guillaume, seigneur de Marbeuf et de Tournebu, trouvé en 1211, fut père de Robert, auteur de la branche des seigneurs de Marbeuf, barons de Beaumesnil, et de Jean, chevalier, baron de Tournebu, trouvé en 1290, allié à Isabeau de Beaumont-du-Gâtinais. 

Son descendant à la 5e génération, Pierre de Tournebu, seigneur de La Vacherie et de Saint-Vaast, maintenu noble en 1464 par Montfaut, épousa vers 1462 Jeanne Louvet, fille et héritière de Guillebert Louvet, baron de Livet, et en eut Jean de Tournebu, père de Jacques de Tournebu, baron de Livet, qui fit ses preuves de noblesse en 1540.
Au XVIe siècle, Jean de Tournebu, fils de Jacques, et son épouse Marie de Croixmare, seraient à l'origine de la construction du château de Saint-Germain-de-Livet, classé Monument Historique et propriété de la ville de Lisieux depuis 1958. Trois orants de la famille (représentant Jean de Tournebu, Marie de Croixmare, ainsi que leur fils Robert de Tournebu), autrefois exposés dans un enfeu funéraire de la chapelle seigneuriale, sont aujourd'hui visibles dans l'église de Saint-Germain-de-Livet.
Pierre de Tournebu, baron de Livet, marié en 1680 à Élisabeth Le Couteulx, rachète en 1701 la baronnie de Tournebu à Guillaume-Florentin de Salm.

Sa nièce, Marie-Pierre de Tournebu (1725-1810), fut la dernière représentante de la branche aînée.
En 1778, La Chenaye-Desbois écrit : « La baronnie de Tournebu est une des plus anciennes et des plus belles de la province de Normandie, anciennement elle était possédée par la famille des Tournebu qui est éteinte (branche ainée éteinte en ligne masculine en 1732, en ligne féminine en 1810[réf. nécessaire]).

### Branche cadette
Selon Raoul Daudeteau (1870-1943), époux de Marie de Tournebu (1884-1953),, la branche cadette remonte sa filiation au XVe siècle.

Établie au XVIe siècle ou avant à Clécy, puis au XVIIIe siècle à Tessel-Bretteville, dans le Calvados, cette branche est la seule subsistante de cette famille.
- Pierre de Tournebu[9], seigneur des Jardins (à Combon, dans l'Eure), marié le 13 juin 1398 avec Perrette de Franqueville, eut pour fils autre Pierre de Tournebu, seigneur des Jardins[8].
- Robert de Tournebu, seigneur des Jardins, arrière-petit-fils du précédent, soutint à partir de 1501, devant la Cour des Aides de Normandie, un procès intenté par les paroissiens de Clécy (Calvados), qui voulaient le soumettre à l'impôt, au motif que Pierre, son bisaïeul, aurait été un bâtard non légitimé de Guy , baron de Tournebu (VIIème génération)[10]. Après 38 ans de procédure , son fils Jean de Tournebu, seigneur des Jardins, fut confirmé dans sa noblesse par un arrêt de la Cour des Aides du 28 juin 1539[11].
- Guillaume de Tournebu, arrière-petit-fils de Jean, né le 6 février 1605 à Clécy, marié en 1638 avec Marguerite Renée Aubourg, fut maintenu noble en 1666 par Guy Chamillart[4].
- Son fils Jean-Baptiste fut le grand-père de François Jean de Tournebu, seigneur de Bretteville-sur-Bordel et de Saint-Lambert, né le 18 août 1723 à Clécy et mort à Bretteville-sur-Bordel le 17 avril 1771, qui épousa le 4 février 1749 à Clécy Françoise Claire de La Bigne, et poursuivit[8].

### Terre et baronnie de Tournebu

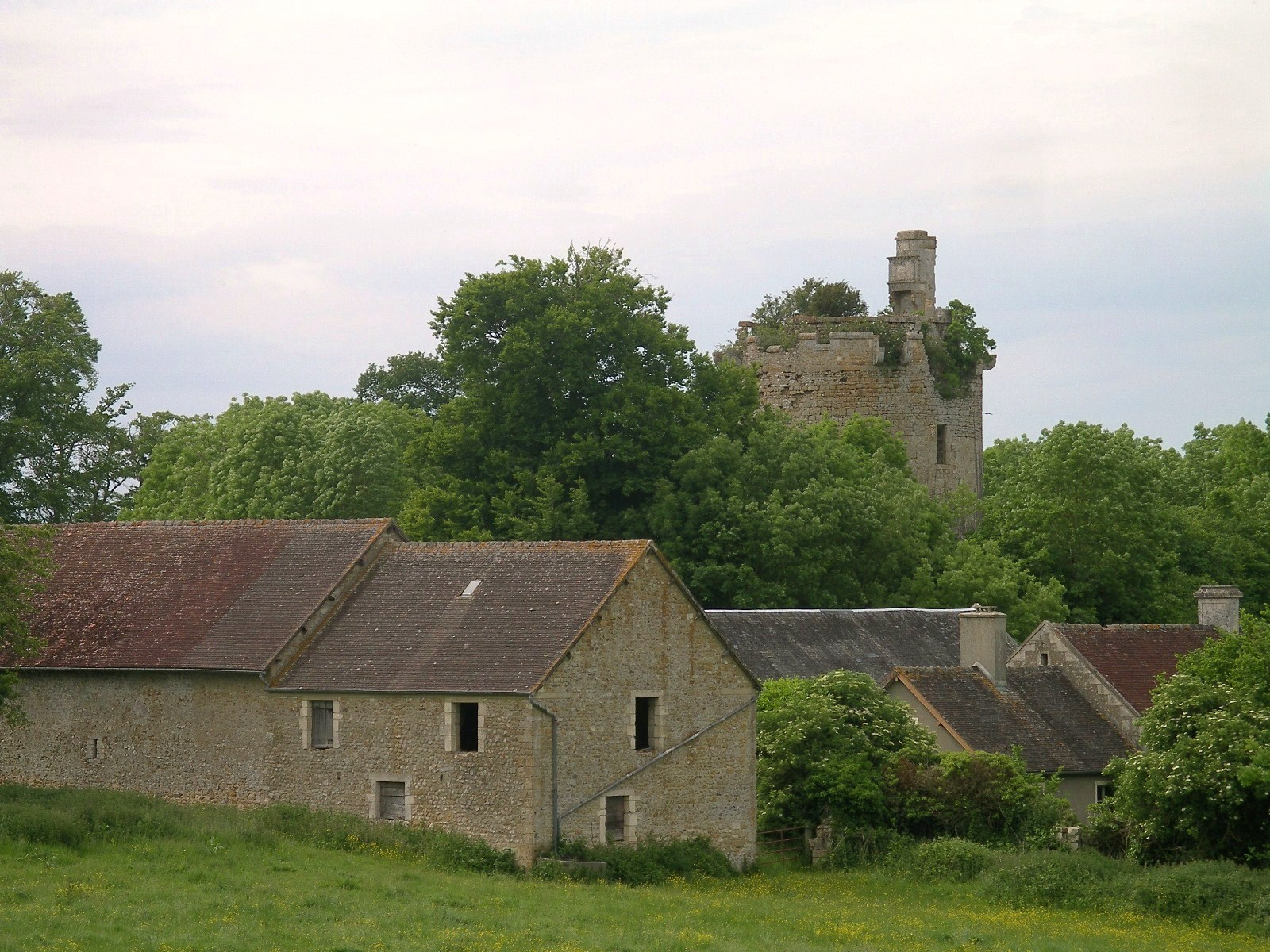
Aperçu du château de Tournebu

Au XIIe siècle, les premiers seigneurs de Tournebu s'intitulèrent baron de Tournebu à partir de Thomas de Tournebu, mort entre 1199 et 1202. Ils firent construire au XIIIe siècle le château de Tournebu et conserveront la terre de Tournebu jusqu'en 1452.
En 1452, la baronnie de Tournebu passe par héritage dans la famille de Thère, puis entre les mains de différentes familles.[réf. nécessaire]
En 1701, Pierre de Tournebu-Livet rachète la baronnie à Frédéric-Charles de Salm, comte du Rhin.
Marie-Pierre de Tournebu (1725-1810), nièce de Pierre de Tournebu-Livet, dernière de sa branche, hérite de la baronnie en 1732. Sans postérité de Pierre-François-Jean-Baptiste de Bernières, seigneur de Mondrainville, puis de Louis-François-Pierre Louvel de Janville, président en la Cour des comptes de Normandie, elle lègue en 1806 la terre et le château de Tournebu à l'un de ses petits-neveux par les Tournebu, Jean Jacques Luc Edmond de Foucault (1764-1846), dont la descendance patronymique conserva le château de Tournebu jusqu'en 2012.[réf. nécessaire]

### Situation contemporaine
La famille de Tournebu a adhéré à l'Association d'entraide de la noblesse française, le 4 juin 1955.
Selon Régis Valette, cette famille comptait 4 représentants masculins vivants en 2007.

## Personnalité
- Guillaume de Tournebu, évêque de Coutances de 1184 à 1202.

## Filiation
Il existe deux familles de Tournebu, l’une subsistante, et l’autre éteinte. Il est très probable qu’il s’agisse de deux branches d’une seule et même famille, mais ce rattachement n’est pas prouvé faute de documents. Les deux filiations sont donc présentées séparément.[réf. nécessaire]

### Famille subsistante
- Guy de Tournebu, baron de Tournebu
  - Guy de Tournebu, seigneur de Muzy et de Louye, marié avec Mathilde de Muzy
    - Jean de Tournebu (?-avant 1305)
    - Robert de Tournebu (avant 1306-1331), seigneur de Muzy (1306-1331), marié avec Jeanne de Muzy
      - Guy de Tournebu ( ?-après 1347), seigneur de Muzy et de Louye
        - Pierre de Tournebu ( ?-après 1401), seigneur des Jardins, marié en 1398 avec Perrette, dame de Franqueville (?-après 1401)
          - Pierre de Tournebu, seigneur des Jardins, marié avec Alix du Bosc
            - Pierre de Tournebu, seigneur des Jardins, marié avec Guénote d'Orbigny
              - Girard de Tournebu, seigneur des Jardins, marié avec Jeanne Payen
                - Robert de Tournebu (ca. 1446-après 1484), écuyer, seigneur des Jardins, homme de justice, sénéchal de la sieurie de Cullé-le-Patrix, marié avec Régine Cornet ... dont
                  - Jean de Tournebu, seigneur des Jardins, marié avec Marie Radulph
                    - Nicolas de Tournebu (?-après 1635), seigneur des Jardins, marié en 1570 à Clécy avec Philippine de Sainte-Marie
                      - Pierre de Tournebu ( ?-après 1635), seigneur des Jardins, marié avec Marguerite de Bons ( ?-1636)
                        - Guillaume de Tournebu (1605 à Clécy-1675), marié en 1638 avec Marguerite Regnée Aubourg.
                          - Jean-Baptiste de Tournebu (1651-1679 à Clécy), écuyer, sieur de Clécy, marié en 1677 à Clécy avec Madeleine de Croisilles (?-1742 à Clécy)
                            - Jean-Jacques de Tournebu (1679-avant 1729), marié avec Madeleine Jeanne de Beaussain
                              - François Jean de Tournebu (1723 à Clécy-1771 à Bretteville-sur-Bordel), écuyer , seigneur de Bretteville-sur-Bordel, marié en 1749 à Clécy avec Françoise Claire de La Bigne (1725 à Clécy-1772 à Bretteville-sur-Dives)
                                - Pierre François de Tournebu (1751 à Bretteville-sur-Borde-1832), marié en 1784 avec Charlotte Françoise Eulalie de Bernières-Falet (1755-1831)
                                  - François Victor de Tournebu (1785-1868), capitaine de cuirassiers, marié en 1818 avec Hortense de Cairon ( ?-1875)
                                    - Ludovic de Tournebu (1830-1888), marié en 1867 à Neuilly-le-Malherbe avec Blanche de Saint-Pol (1847-1921)
                                      - Xavier de Tournebu (1877-1929), marié en 1905 à Lenteuil avec Henriette Marguerite de Postel (1881 à Boscregnoult-en-Roumois -1963 à Montamy)
                                        - Postérité subsistante

                                - Nicolas François de Tournebu (1753 à Bretteville-sur-Bordel-1794 à Notre-Dame-de-Cenilly), écuyer et propriétaire. Marié en 1785 à Notre-Dame-de-Cenilly avec Sophie Le Vallois (ca. 1762-1792 à Notre-Dame-de-Cenilly), propriétaire au Château du Bouillon à Notre-Dame de Cenilly
                                  - Auguste de Tournebu (1788 à Notre-Dame-de-Cenilly-1867 à Vacognes), marié en 1812 à Vacognes avec Marie Antoinette Achard (1791 à Vacognes-1859 à Vacognes)
                                    - Adrien François de Tournebu (1817 à Notre-Dame-de-Cenilly-1886 à Bény-sur-Mer), propriétaire. Marié en 1856 à Breteville-le-Bordel avec sa cousine Charlotte Aglaé de Tournebu  (1821 à Bretteville-sur-Bordel-1884 à Bény-sur-Mer)
                                      - Auguste de Tournebu (1857 à Bretteville-sur-Bordel-1950 à La Ferrière-Harang), marié en 1881 à Sept-Vents avec Marie Achard, sans postérité masculine
                                      - Jules de Tournebu -1859 à Tessel-Breteville-1945 à Langrune), marié en 1885 à Ouistreham avec Marthe Le Boucher de Brémoy (1863 à Motteville-1946 à Langrune-sur-Mer)
                                        - Joseph de Tournebu (1889 à Colomby-sur-Thaon-1890 à Guingamp), marié en 1920 à Mézidon-Canon avec Geneviève de Sarcus (1890 à Caen-1973 à Saint-Vigor-le-Grand), dernier membre de la branche cadette, mort sans postérité masculine.

                                    - Gustave de Tournebu (1824 à Caen-1864 à Evrecy), marié en 1856 à Carville avec Mathilde de Guerpel (1836 à Sainte-Marie-Laumont-1898 à Caen)
                                      - Raymond de Tournebu (1857 à Evrecy-1906 à Épinay-sur-Seine), officier de cavalerie au 25e régiment de dragons à Nantes en 1886 et Dinan, maire de Saint-Maurice-sur-Huisne, marié en 1886 à Saint-Maurice-sur-Huisne avec Marguerite de Chevesailles de Lalévrie (1862 à Nogent-le-Rotrou-1932 à Saint-Maurice-sur-Huisne)
                                      - Louis de Tournebu (1858 à Evrecy-1923 à Paris), capitaine au 14e régiment de hussards, marié en 1893 à Paris avec Caroline Portefin (1867 à Paris-après 1932)

### Famille éteinte
Cette famille s'est éteinte en ligne masculine en 1732.
- Guillaume de Tournebu, marié avec Adda N
  - Guillaume de Tournebu (?-après 1083)
    - Richard de Tournebu (?-après 1135), marié avec une demoiselle d'Harcourt
      - Simon de Tournebu ( ?-après 1176), intendant et sénéchal de l'évêque de Bayeux du temps de l'évêque Philippe d'Harcourt (1142-1163), connétable de Thouars (1161), juge à Caen (1176), marié avec une demoiselle de La Pommeraye ( ?-après 1125), dont postérité masculine sur deux générations
      - Thomas de Tournebu ( ?-après 1181), seigneur de Tournebu, marié avec Idoine de Trie, dame de Marbeuf, (avant 1170-après 1181)
        - Jean de Tournebu ( ?-avant 1222), marié avec Philippine Tesson (?-après 1215), dame de La Roche-Tesson
          - Jean de Tournebu ( ?-après 1243), seigneur de La Motte-Grimbosq, chevalier, marié avec Marie N
            - Jean de Tournebu (?- ca. 1250) , seigneur du Bec-Thomas, baron de Tournebu, chevalier banneret, avec 16 chevaliers sous ses ordres il participe à la septième croisade.
            - Guillaume de Tournebu ( ?-après 1263), chevalier
              - Jean de Tournebu ( avant 1276-après 1298), seigneur du Bec-Thomas, seigneur du Neuf-Marché, chevalier, marié avant 1276 avec Isabeau de Beaumont-du-Gâtinais (après 1298) dame de Neuf-Marché et de Pontarmé
                - Jean de Tournebu ( ?-1346), baron de Tournebu et du Bec Thomas, gouverneur de Caen, "nommé en 1308 pour faire le procès aux Templiers", membre de l’Échiquier de Normandie (1336-1343)
                  - Robert de Tournebu ( ?-ca. 1380), seigneur de La Vacherie, marié avec Marie de Palluau, dame de la Vacherie
                    - Jean de Tournebu ( ?-1439 ou 1440), chevalier , baron de Tournebu, baron du Bec-Thomas, seigneur de La Vacherie et de Saint-Germain de Livet, mineur en 1386, hors de garde en 1400, échanson du roi (1403), conseiller au bailliage de Pont-de-l'Arche (1406), marié en 1403 avec Alix Poignant ( ?-après 1420)
                      - Jean de Tournebu ( ?-avant 1440), mort dans la guerre contre les Anglais, "l'un des pleiges et ostages de Jean duc d'Alençon lors qu'il fut prisonnier és mains de Jean duc de Bedford, ainsi qu'il se voit par contrat du 26 septembre 1427", marié avec Jeanne de Fontenay ( ?-après 1441), dame de Mesnil-Onfroy (Vidouville, 50), dame du Mesnil-Toussay
                      - Robert de Tournebu ( ?-avant 1440), seigneur de La Vacherie, baron de Coulonces, marié avec Guyonne de La Haye ?-après 1474), dame de Coulonces et d'Annebecq
                        - Louis de Tournebu (ca. 1419-entre 1485 et 1490), écuyer, baron de Coulonces, marié avec Renée de Creully ( ?-après 1494)
                        - Geoffroy de Tournebu (ca. 1439-après 1484), seigneur de Fresnay-le-Puceux et de Feuguerolles, baron d'Annebecq, marié avec Jeanne Vipart.
                        - Guyon de Tournebu

                      - Pierre de Tournebu (avant 1440-entre 1487 et 1492), baron de Tournebu (1440-1452), seigneur de Vacherie-sur-Risle, chevalier, marié avec Jeanne Louvet, dame de Saint-Germain-de-Livet
                        - Jean de Tournebu, seigneur de Saint-Germain-de-Livet, décédé, chevalier, marié avec Jeanne de Bétheville.
                          - Jacques de Tournebu ( ?-après 1540), seigneur de Saint-Germain-de-Livet et de Pont-Mauvoisin, chevalier des armées de François Ier, marié en 1533 à Auxerre avec Geneviève Pillois, dame du Pont-Mauvoisin
                            - Jean de Tournebu, seigneur de Saint-Germain-de-Livet et du Mesnil-Eudes, marié en 1555 à Rouen avec Marie de Croismare, dame de Saint-Germain-de-Livet
                              - Robert de Tournebu ( ?-1614 à Livet), seigneur de Saint-Germain-de-Livet, du Pont-Mauvoisin et du Mesnil-Eudes, bailli de Lisieux, marié en 1586 avec Madeleine Seghizzo ( ?-1604), dame de Bouges
                                - Anne de Tournebu, seigneur de Saint-Germain-de-Livet, sieur de Mont et de l'If, seigneur des Lyses, de Bouges et du Mondelis, décédé le 4 mai 1636, de la peste, Pavilly (Seine-Maritime), président aux requêtes au Parlement de Normandie.
                                  - Charles de Tournebu (?-1641), mort des suites de blessures reçues à la bataille de Sedan.
                                  - André de Tournebu (1631-1656 à Pavilly), seigneur de Saint-Germain-de-Livet, baron d'Esneval, tué dans un combat

                                - Antoine de Tournebu, seigneur de Saint-Germain-de-Livet, sieur de Bouges, du Mesnil-Eudes et de Pontmonvoisin, marié en premières noces en 1618 avec Jeanne de Courtarvel. Marié en secondes noces avec Jacqueline Gruel.
                                  - François de Tournebu ( ?-1676), seigneur du Mesnil-Eudes, du Pont-Mauvoisin, de Bouges et de Saint-Germain-de-Livet, marié en 1651 à Sillé-le-Guillaume avec Marie de Guitton ( ?-1676)
                                    - Pierre de Tournebu (?-1731), baron de Tournebu, marié en 1680 à Rouen avec Elisabeth Le Couteulx (1660 à Rouen-1725). Marié en secondes noces en 1725 avec Marie Louise Catherine de Faoucq.
                                      - Jean-Henri de Tournebu (1684 à Paris-1723 à Paris), mort des suites de ses blessures, mousquetaire du roi, aide de camp du maréchal d'Harcourt pendant la campagne de 1711.

                                    - Jacques de Tournebu ( ?-1732), seigneur du Mesnil-Eudes et du Pont-Mauvoisin, marié en premières noces en 1694 avec Marguerite Thérèse Bonnet (née à Néaufle-avant 1724). Marié en secondes noces en 1724 avec Philippe Claude Michelle du Val de Bonneval. Dernier du nom, mort sans postérité masculine.

              - Robert de Tournebu ( ?-après 1295), seigneur de Marbeuf (1260), marié avec Agnès de Thibouville (avant 1291)
                - Guillaume de Tournebu, seigneur de Marbeuf (1304)
                  - Jean ( ?-après 1376), chevalier bachelier (avant 1347), seigneur de Marbeuf et de Tournebu
                    - Guillaume de Tournebu (avant 1340-après 1398), chevalier , seigneur de Glos-sur-Risle, de Marbeuf, de Fumichon et de Blangy, baron de Beaumesnil, marié vers 1369 avec Marie Paynel, dame de Beaumesnil, de Milly-la-Forêt et de Flers
                      - Jean de Tournebu ( ?-avant 1425), seigneur de Marbeuf et de Glos-sur-Risle, baron de Beaumesnil, marié en 1399 avec Louise de Hangest, dame de Fleury-sur-Andelle
                        - Jean de Tournebu ( ?-1487), baron de Beaumesnil (1447-1463), seigneur de Marbeuf, de Fumechon, de La Barre, de Glos-sur-Risle, de Vatteville, de Bliquetuit et de Villequier, marié en 1458 avec Jeanne de Beaumesnil.

                    - Villart de Tournebu ( ?-avant 1400), seigneur de Bémécourt, chevalier, fait prisonnier à la bataille de Poitiers en 1356, marié avec Jeanne d'Annebault, sans postérité masculine

            - Guy de Tournebu ( ?-après 1299), seigneur de la Motte-Cesny et de Grimbosq, marié avec Aliénor d'Angerville ( ?-avant 1265)
              - Robert de Tournebu ( ?-après 1319), seigneur de la Motte-de-Cesny, de Grimbosq et d'Auvillars, marié avec Jeanne, dame d'Auvillars, de Saint-Aubin-de-Scellon et de Basseneville
                - Guy de Tournebu (ca. 1290-après 1345), seigneur de Tourville, de La Londe et de Grimbosq, marié en 1312 avec Jeanne Crespin
                  - Robert de Tournebu ( ?-après 1363), seigneur de Tourville, marié avec Jeanne Commin, dame de La Londe
                    - Louis de Tournebu ( ?-après 1418), écuyer, seigneur de La Londe, de Tourville-la-Campagne et de Saint-Meslin-du-Bosc, co-seigneur de Bourgthéroulde, marié en premières noces avec Marie d'Harcourt. Marié en secondes noces avec Jeanne Landry (?-après 1386) , dame d'Auvergny (Amfreville)
                      - Louis de Tournebu (?-avant 1475), chevalier , marié avec une inconnue (?-après 1475)
                      - Richard de Tournebu, seigneur de La Londe, marié en 1402 avec Jehanne Poignant.
                      - Louis de Tournebu, seigneur d'Amfreville.

                - Robert de Tournebu (?-après 1342), seigneur d'Auvillars
                  - Girard de Tournebu ( ?-1404), seigneur d'Auvillars, baron de Tournebu, marié avec Jeanne de Brucourt ( ?-après 1400 à Caen)
                  - Richard de Tournebu (?-après 1423), chevalier , baron de Tournebu, seigneur de la Motte-Cesny, de Grimbosq, d'Auvillars, de Fontenay, de Gisors et de Thibouville-la-Campagne, chambellan du roi en 1413. Marié en premières noces avec Jeanne de Gerrots (?-après 1403), dame de Branquetuit (Hugleville). Marié avant 1393 avec Marguerite de Ferrières (?-après 1433), dame de L'Isle de Gisors (Gisors) et de Bézu-Saint-Éloi,
                    - Robin de Tournebu (?-après 1417).

          - Guillaume de Tournebu (ca. 1180-avant 1232), seigneur de Marbeuf, de Tournebu et d’Aubevoye, marié avant 1223 avec Agnès d’Aubevoye (?-après 1239)
            - Guillaume de Tournebu (?-après 1265), chevalier, seigneur d'Aubevoye et de Tournebut

      - Robert de Tournebu, archidiacre de Coutances pendant l'épiscopat de Guillaume de Tournebu.
      - Guillaume de Tournebu (?-entre 1200 et 1202 à Bayeux), prêtre, trésorier de la chapelle de Bernières, doyen du chapitre de Bayeux, évêque de Coutances

## Possessions
- Château de Tournebu
- Château de Tournebut (Aubevoye)
- Château de Saint-Germain-de-Livet[réf. nécessaire]
- Manoir Saint-Hippolyte[réf. nécessaire]
- Château de Beaumesnil[réf. nécessaire]
- Château d'Esneval[réf. nécessaire]
- Château dit la Motte de Cesny[16]
- Hôtel de Mondrainville, au 3 rue des Jacobins à Caen (détruit)[17]
- Château de Bény-sur-Mer[réf. nécessaire]
- Château de Langrune-sur-Mer[réf. nécessaire]
- Château de Bretteville (Tessel)[réf. nécessaire]

## Armes
- Armes d'origine : d'argent à la bande d'azur[1],[18]
- Armes avec brisure : d'argent, à trois lambels de gueules rangés en chef, et une cotice d'azur, brochant sur le premier lambel.[19]